# Byasjön (Holsljunga socken, Västergötland)
Byasjön är en sjö i Svenljunga kommun i Västergötland och ingår i Viskans huvudavrinningsområde. Sjön har en area på 0,124 kvadratkilometer och ligger 147 meter över havet.

## Delavrinningsområde
Byasjön ingår i det delavrinningsområde (637012-132932) som SMHI kallar för Utloppet av Holsjön. Medelhöjden är 179 meter över havet och ytan är 47,97 kvadratkilometer. Det finns ett avrinningsområde uppströms, och räknas det in blir den ackumulerade arean 70,69 kvadratkilometer. Slottsån (Torestorpsån) som avvattnar avrinningsområdet har biflödesordning 2, vilket innebär att vattnet flödar genom totalt 2 vattendrag innan det når havet efter 81 kilometer. Avrinningsområdet består mestadels av skog (63 procent). Avrinningsområdet har 6,61 kvadratkilometer vattenytor vilket ger det en sjöprocent på 13,8 procent. Bebyggelsen i området täcker en yta av 0,5 kvadratkilometer eller 1 procent av avrinningsområdet.